# Consort Ban
La Consort Ban (c. 48 a. C.? — c. 2 a. C.) anomenada en xinès Ban Jieyu (xinès: 班婕妤, pinyin: Bān Jiéyú, Jieyu era el títol per a les concubines, el seu nom es desconeix) va ser una escriptora i alta erudita xinesa de la dinastia Han capaç de recitar versos del Shijing.
Era la concubina de l'Emperador Cheng amb qui va tenir dos fills que van morir sent nens, i com ni ella, ni l'Emperadriu Xu li donaven un hereu a l'emperador, l'Emperadriu Vídua Wang Zhengjun el va animar a tenir més concubines. Per l'any 19 a. C., l'emperador va fer concubines a la ballarina Zhao Feiyan i a la seva germana Zhao Put, a els qui va afavorir per sobre de l'Emperadriu Xu i la Consort Ban, que l'any 18 a. C. van ser acusades de bruixeria. L'Emperadriu Xu va ser condemnada a arrest domiciliari, però la Consort Ban va recórrer aquesta sentència i va poder quedar-se en la Cort, aquesta vegada a l'espera de ser dama de l'Emperadriu Vídua, en comptes de consort.
La Consort Ban va salvar la vida del seu germà Ban Zhi acusat de traïció. Ban Zhi seria després el pare de Ban Biao, autor del Llibre dels Han, que liquidarien la seva filla Ban Gu i el seu fill Ban Zhao.